# توم ميلر (لاعب هوكي جليد)
توم ميلر هو لاعب هوكي جليد كندي، ولد في 31 مارس 1947 في كيتشنر في كندا، وتوفي في 25 سبتمبر 2017.

## وصلات خارجية
- توماس ميلر على موقع دوري الهوكي الوطني (الإنجليزية)
- توماس ميلر على موقع EliteProspects.com (الإنجليزية)
- توماس ميلر على موقع HockeyDB.com (الإنجليزية)
- توماس ميلر على موقع Hockey-Reference.com (الإنجليزية)